# Podregion Ylä-Savo
Podregion Ylä-Savo (fiń. Ylä-Savon seutukunta) – podregion w Finlandii, w regionie Pohjois-Savo.
W skład podregionu wchodzą gminy:
- Iisalmi,
- Keitele,
- Kiuruvesi,
- Lapinlahti,
- Pielavesi,
- Sonkajärvi,
- Vieremä.